# Love with the Proper Stranger
Love with the Proper Stranger (Brasil: O Preço de um Prazer / Portugal: Amar um Desconhecido) é um filme estadunidense de 1963, do gênero comédia romântica, dirigido por Robert Mulligan.

## Sinopse
Rocky Papasano é um jazzista que recebe a notícia de que a garota com quem ele saiu uma única vez, Angie Rossini, está grávida. Ela pede para ele conseguir um médico para fazer um aborto.

## Elenco
- Natalie Wood .... Angie Rossini
- Steve McQueen .... Rocky Papasano
- Edie Adams ... . Barbie
- Herschel Bernardi .... Dominick Rossini
- Anne Hegira .... Beetie
- Harvey Lembeck .... Julio Rossini
- Mario Badolati .... Elio Papasano
- Penny Santon .... Mama Rossini
- Elena Karam .... mulher
- Virginia Vincent .... Anna
- Nina Varela .... sra. Columbo
- Nick Alexander .... Guido Rossini
- Marilyn Chris .... Gina

## Principais prêmios e indicações
Oscar 1964 (EUA)
- Indicado nas categorias de Melhor Atriz (Natalie Wood), Melhor Direção de Arte - Branco e Preto, Melhor Fotografia - Branco e Preto, Melhor Figurino - Branco e Preto e Melhor Roteiro Original.

Globo de Ouro 1964 (EUA)
- Indicado nas categorias de Melhor Ator - Drama (Steve McQueen) e Melhor Atriz Drama (Natalie Wood).

Festival Internacional de Mar del Plata 1964 (Argentina)
- Venceu na categoria de Melhor Atriz (Natalie Wood).